# San Jerónimo Purenchécuaro
San Jerónimo Purenchécuaro es una localidad del estado mexicano de Michoacán. Es parte del municipio de Quiroga.

## Toponimia
El nombre «San Jerónimo» hace referencia al santo patrono de la localidad: Jerónimo de Estridón. El nombre «Purenchécuaro» proviene del purépecha. Su significado es «tienda en donde venden ollas».

## Demografía
| Gráfica de evolución demográfica |
|                                  |

| Censo | Población |
| ----- | --------- |
| 1900  | 1404      |
| 1910  | 1352      |
| 1921  | 1255      |
| 1930  | 1209      |
| 1940  | 1527      |
| 1950  | 1537      |
| 1960  | 2011      |
| 1970  | 2045      |
| 1980  | 1788      |
| 1990  | 2180      |
| 2000  | 1962      |
| 2010  | 1798      |
| 2020  | 1981      |